# Фрідевальд (Гессен)
Фрідевальд (нім. Friedewald) — сільська громада в Німеччині, знаходиться в землі Гессен. Підпорядковується адміністративному округу Кассель. Входить до складу району Герсфельд-Ротенбург.
Площа — 39,65 км2. Населення становить 2429 ос. (станом на 31 грудня 2020).